# Pál Lukács
Pál Lukács   (Budapest, 27 d'abril de 1919 - Budapest, 22 de maig de 1981) va ser un virtuós hongarès de la viola, artista de concerts i enregistraments i educador musical.
Lukács va estudiar veu i violí amb Imre Waldbauer a l'Acadèmia de Música Franz Liszt de Budapest. Va passar a viola el 1935 després d'escoltar una interpretació de viola de Lionel Tertis acompanyat del pianista Clifford Curzon. El 1936 es va convertir en membre de lOrquestra de l'Òpera Estatal d'Hongria. Lukács es va incorporar a la facultat de l'Acadèmia de Música Franz Liszt el 1946 com a professor de música i l'any següent va ser nomenat primer professor de Viola per l'Acadèmia, càrrec que va ocupar fins al 1981. El 1975 va ser nomenat portaveu professorat.
Des del 1947 fins al 1976, Lukács va actuar com a solista de viola a tot Europa. Va guanyar un premi al Concurs Internacional de Música de Ginebra de 1948. Lukács va ser guardonat amb nombrosos premis, inclòs el Premi Artista al Mèrit de la República d'Hongria (Magyar Köztársaság Érdemes Művésze) el 1952, Premi Kossuth el 1965 i Premi a l'Artista Destacat de la República d'Hongria (Magyar Köztársaság Kiváló Művésze díj) el 1971.
El 1959, Luke va publicar un important treball pedagògic per a la viola: Exercicis de canvi de posició per a la viola, Grau avançat (Lagenwechsel-Übungen für Bratsche in der höheren Ausbildungsstufe). També va preparar i editar moltes obres de viola per a la seva publicació, sobretot les de László Weiner.
Els estudiants de Lukács han guanyat nombrosos concursos i distincions. Alguns estudiants destacats són Vidor Nagy, László Bársony, Zoltán Toth, Sándor Papp, Gabor Ormal, Géza Németh i Csaba Erdélyi.

## Discografia
- Béla Bartók: Concert per a viola i orquestra - Pál Lukács (viola); János Ferencsik (director); L'Orquestra de Concerts de l'Estat Hongarès; Deutsche Grammophon (LP) 135155
- Johannes Brahms: Sonates per a viola - Pál Lukács (viola); Andras Schiff (piano); Hungaroton (LP) (1978)
- Gyula Dávid: Concert per a viola - Pál Lukács (viola); János Ferencsik (director); Orquestra estatal hongaresa; Hungaroton HCD31989
- Gyula Dávid: Concert per a viola, Concert per a violí, Sinfonietta - Pál Lukács (viola); Dénes Kovács (violí); János Ferencsik, Ervin Lukács, Tamás Breitner (directors); Orquestra Estatal d'Hongria, Orquestra Simfònica de Budapest; Hungaroton SLPX 12452 (LP)
- Pál Kadosa: Concertino per a viola i orquestra - Pál Lukács (viola); Miklós Transylvanian (director); Orquestra Filharmònica de Budapest; Hungaroton (LP) SLPX 11859 (1977)
- György Kósa: In memoriam...for viola solo - Pál Lukács (viola); Hungaroton (LP) SLPX 12367 (1982)
- Stamitz: Viola Concerto - Pál Lukács (viola); Erzsébet Dénes (piano); György Lehel (director); Orquestra Filharmònica de Budapest; Qualiton HLPX M 1026
- Carl Stamitz: Concert per a viola en re major per a viola i orquestra, op. 1
- Johann Adolph Hasse: Two Dances (Két tánc) per a viola i piano
- Zoltán Kodály: Adagio per a viola i piano
- Niccolò Paganini: Mosè Fantasia per a viola i piano

Hammer, Hummel, Nardini i Schubert - Pál Lukács (viola); Endre Petri (piano); Hungaroton (LP) SLPX 11459 (anys 70)
- Franz Schubert: Arpeggione Sonata
- Johann Nepomuk Hummel: Sonata per a viola en mi major, op. 5 núm. 3
- Pietro Nardini: Sonata per a viola en fa menor
- Franz Xaver Hammer: Viola da gamba Sonata No. 4 in G major; La viola gravada, volum III; Pearl, Pavilion Records CD GEMM de 1950